# Ostorf (Seehausen)
Ostorf ist ein Ortsteil der Hansestadt Seehausen (Altmark) im Landkreis Stendal in Sachsen-Anhalt.

## Geographie
Die Streusiedlung Ostorf liegt im Norden der Wische in der Altmark fünf Kilometer nordöstlich der Hansestadt Seehausen (Altmark) und acht Kilometer südsüdöstlich von Wittenberge an der Elbdeichwässerung. Das Gebiet des Ortsteils erstreckt sich von der Alten Elbe Beuster im Norden bis zum Landwerdergraben Seehausen (früher Landwehrgraben genannt) im Süden und liegt größtenteils auf der Flur 7 der Gemarkung von Beuster. Im nördlichen und südlichen Teil des Ortes liegt auf dem alten Ackerboden ein Sand- und Kiesstreifen, der von den Deichbrüchen Herms-Brack 1771 und Wendts Brack (heute Bismarks Brack) 1567 herstammt.
Die Nachbarorte sind Werder im Norden, Scharpenlohe und Unterkamps im Nordosten, Oberkamps im Südosten, Auf dem Sande im Osten, Klein Holzhausen im Süden, Nienfelde, Feldneuendorf und Wegenitz im Südwesten sowie Esack, Eichfeld und Grashof im Nordwesten.

## Geschichte

### Mittelalter bis Neuzeit
Die erste schriftliche Erwähnung von Ostorf stammt aus dem Jahr 1416 als to Osterborghestorpe, als sich der Dekan und das Kapitel des Kollegiatstiftes in Groß Beuster über eine Rente aus den Zinsen des Ortes mit dem Kaland zu Seehausen verglichen. Im Jahre 1427 verlieh Markgraf Johann dem Arnd Negenrad in schonenberge (Schönberg) verschiedene Hebungen, darunter Ninckerkes hoff halb czu Osterberstorff. Weitere Nennungen sind 1472 to Ostorpe, 1535 Oberstorff und 1687 Ostorff. 1804 heißt das Dorf Ostorf und Ostdorf, hat 7 Ganzbauern, 5 Einlieger und eine Windmühle. Die Windmühle stand bis 1910 im östlich des Dorfes liegenden Wohnplatz Auf dem Sande, der heute zu Beuster und nicht mehr zu Ostorf gehört.
Bis 1940 gehörte der Hof zur Hufe zur Gemeinde.

### Archäologie
In den 1930er-Jahren wurden am Südrand der Ostorfer Gemarkung an der damaligen Grenze zu Klein Holzhausen einige Urnen mit Leichenbrand gefunden, die der ausgehenden Bronzezeit oder auch schon der früheren Eisenzeit zugeordnet wurden.

### Eingemeindungen
Bis 1807 gehörte das Dorf Ostorf zum Seehausenschen Kreis der Mark Brandenburg in der Altmark. Zwischen 1807 und 1813 lag es im Kanton Seehausen auf dem Territorium des napoleonischen Königreichs Westphalen. Ab 1816 gehörte die Gemeinde zum Kreis Osterburg, dem späteren Landkreis Osterburg.
Am 1. April 1940 erfolgte der Zusammenschluss der Gemeinden Ostorf (ohne die Höfe Falcke, Herper und Neubauer im südlichen Teil von Ostorf), Beuster, Scharpenlohe, Werder und von der Gemeinde Klein Holzhausen nur die Ortsteile Oberkamps und Unterkamps bis einschließlich der Wässerung mit den Rühstedter Wiesen sowie der Ortsteile Groß Wegenitz und Klein Wegenitz zu einer neuen Gemeinde mit dem Namen Beuster. Ostorf wurde zum Ortsteil der Gemeinde Beuster.
Durch den Zusammenschluss von Beuster mit anderen Gemeinden zum 1. Januar 2010 zu einer neuen Gemeinde mit dem Namen Hansestadt Seehausen (Altmark) wurde Ostorf zu einem Ortsteil von Seehausen.
Die Höfe Falcke, Herper und Neubauer im südlichen Teil von Ostorf und damit auch der Hof zur Hufe kamen zum Ortsteil Klein Holzhausen der Gemeinde Herzfelde, die ebenfalls am 1. April 1940 errichtet worden war. Herzfelde wurde schon am 1. Juli 1950 nach Schönberg eingemeindet.

### Einwohnerentwicklung
| Jahr | Einwohner |
| ---- | --------- |
| 1734 | 58        |
| 1775 | 73        |
| 1789 | 91        |
| 1798 | 98        |
| 1801 | 75        |
| 1818 | 70        |

| Jahr | Einwohner |
| ---- | --------- |
| 1840 | 107       |
| 1864 | 138       |
| 1871 | 097       |
| 1885 | 074       |
| 1892 | [00]082   |
| 1895 | 077       |

| Jahr | Einwohner |
| ---- | --------- |
| 1900 | [00]92    |
| 1905 | 71        |
| 1910 | [00]85    |
| 1925 | 81        |
| 1939 | 67        |
| 2014 | [00]56    |

| Jahr | Einwohner |
| ---- | --------- |
| 2020 | [00]55    |
| 2021 | [00]55    |
| 2022 | [0]57     |
| 2023 | [0]59     |

Quelle, wenn nicht angegeben, bis 1939:

## Religion
Die Evangelischen aus Ostorf sind eingepfarrt in die Kirchengemeinde Klein Beuster. Diese wurde am 27. Juli 1995 mit der Kirchengemeinde Groß Beuster zur Kirchengemeinde Beuster zusammengeschlossen. Sie wird betreut vom Pfarrbereich Beuster des Kirchenkreises Stendal im Bischofssprengel Magdeburg der Evangelischen Kirche in Mitteldeutschland.

## Kultur und Sehenswürdigkeiten

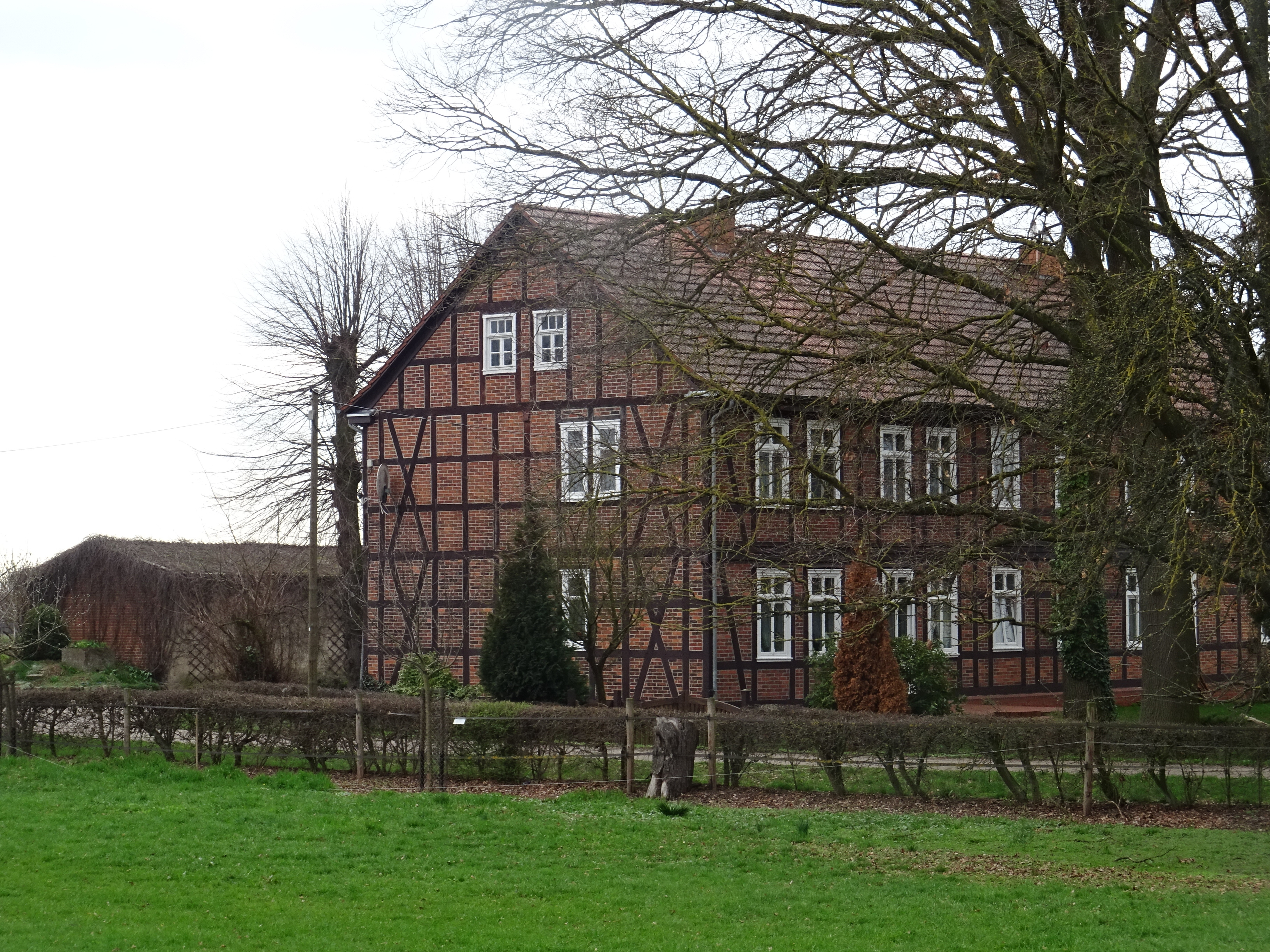
Fachwerkhaus an der Ostorfer Chaussee

In Osttorf steht ein Bauernhaus unter Denkmalschutz. Es ist ein barocker Fachwerkbau mit Inschrift und liegenden Gefachen von 1760.

## Wirtschaft und Infrastruktur
Der Milchhof Ostorf beschäftigt sich mit der Produktion von Milch und Rindfleisch.